# Platypalpus gracilis
Platypalpus gracilis är en tvåvingeart som först beskrevs av Scholz 1851.  Platypalpus gracilis ingår i släktet Platypalpus och familjen puckeldansflugor.
Artens utbredningsområde är Polen. Inga underarter finns listade i Catalogue of Life.